# Караязская степь
Караязская степь (азерб. Qarayazı çölü), Караязская равнина (азерб. Qarayazı düzü) — равнина на левом берегу Куры, на территории Газахского района на западе Азербайджана. В регионе развито животноводство, равнина используется как зимнее пастбище.

## Этимология
Название «Караязы» появилось после расселения здесь тюркских племён. Слово «язы» на старом тюркском языке означает равнина.

## География
Высота равнины — 200—600 м. На севере ограничивается Иорским плоскогорьем, на востоке — Джейранчёльской степью, а на западе — Нижнекартлийской равниной (Грузия). Поверхность степи представляет собой волнистую равнину. В Караязской степи распространены глинисто-песчаные отложения антропогенной и, частично, неогенной системы.
На равнине расположены Караязский лес и озеро Джандаргёль. Ландшафт сложен из полупустынь, тугайных лесов и сухих степей.

### Климат
В Караязской степи преобладает умеренно тёплый климат полупустынь и сухих степей с сухой зимой. Средняя температура в январе от 0 до −1°C, а в июле 23—25°C. Годовое количество осадков 300—400 мм.